# Атарбеков, Георгий Александрович
Гео́ргий Алекса́ндрович Атарбе́ков (при рождении Геворк Атарбекян; 2 [15] декабря 1892, Вагаршапат, Эриванская губерния — 22 марта 1925, Тифлис) — участник борьбы за советскую власть на Северном Кавказе, армянского происхождения; один из руководителей органов государственной безопасности.
С 1918 года — сотрудник ЧК. С 1921 года — председатель революционного комитета нескольких районов в северной части Армении; позже — нарком почт и телеграфов; зам. наркома РКИ ЗСФСР.

## Биография
Родился 2 (14) декабря 1892 года в селении Эчмиадзин Эриванской губернии. В августе 1919 года Атарбеков сообщал, что его отец — мещанин, письмоводитель поверенного.
В некрологе Атарбекова его биограф О. Голустян сообщал, что в детские годы семья нуждалась, и из-за тяжёлого материального положения мать Атарбекова была вынуждена отправить его к родным в Баку, где в течение трёх лет он учился в Бакинской прогимназии, после чего перевёлся в Эриванскую гимназию.
С началом революции 1905 года 14-летний гимназист проявил интерес к марксистской литературе, стал посещать подпольные кружки, а в 1908 году вступил в РСДРП.
Когда Атарбеков был студентом юридического факультета МГУ, его арестовали за принадлежность к партии и исключили из университета.
В 1911 году он вернулся в Москву и восстановился в университете. Атарбеков говорил, что окончил университет в 1914 году, но документального подтверждения этому утверждению нет.
Когда началась Первая мировая война, Атарбеков поступил служить во Всероссийский союз городов, который был создан в августе 1914 года на съезде городских голов. В Союзе Атарбеков проработал до февральской революции 1917 года; потом участвовал в свержении царской власти и последующем установлении советской власти.
Был членом Сухумского окружного военно-революционного комитета и заместителем председателя военно-революционного комитета Абхазии.
31 октября 1918 года Пятигорская ЧК за подписью Атарбекова (председатель), Абовьяна (секретарь), Щипулина и Осипова вынесла постановление о казни 106 человек: 59 заложников, 36 человек по обвинению в принадлежности к контрреволюционной деятельности, 8 человек по обвинению в совершении уголовных преступлений, а также по одному человеку за «неявку на регистрацию», «провокацию против советской власти» и «молебен о победе кадетов» (священник Иван Рябухин).
1 ноября 1918 года во время убийства заложников в Пятигорске Атарбеков лично изрубил кинжалом генерала Н. В. Рузского, чем неоднократно хвастался.
В конце 1918 года Атарбеков появился в Астрахани и 1 февраля 1919 года был зачислен в число сотрудников политотдела РВС Каспийско-Кавказского фронта. В конце того же месяца организовали Временный военно-революционный комитет Астраханского края (председатель С. М. Киров), который подчинялся Реввоенсовету фронта.
Злоупотребление властью и служебным положением, провокационные действия Особого отдела, возглавляемого Атарбековым, грубое попрание прав человека, а также многочисленные аресты, как отмечалось в одном из документов того времени, возмущали население. Самоуправство «железного Геворка», которого сравнивали с «восточным царьком», приобрело настолько скандальный характер, что его по ультимативному требованию Ударной коммунистической роты, во главе которой стоял большевик Аристов, отстранили от должности. Постановление об этом приняли в конце июля 1919 года, а 4 сентября того же года чекист под конвоем был доставлен в Москву. Его дело рассматривалось довольно долго. Специальная комиссия ЦК партии установила «преступность Атарбекова и других сотрудников Астраханского Особого отдела». Для окончательного приговора материал следствия передан в ЦК РКП(б). Спасли чекиста от наказания его покровители — Камо, Орджоникидзе и Сталин: они не только оправдали, но и повысили Атарбекова в должности.
В 1920 году — начальник Особого отдела 9-й армии, уполномоченный ВЧК в Кубано-Черноморской области, затем в Баку.
- 1921 — председатель Революционного комитета северных районов Армении
- 1922—1923 — народный комиссар почт и телеграфа ЗСФСР
- 10.05.1923 — председатель Акционерного общества «Закавиа», уполномоченный Народного комиссариата почт и телеграфов СССР в ЗСФСР
- 22.03.1925 — заместитель народного комиссара рабоче-крестьянской инспекции ЗСФСР
- 22.03.1925 — член Президиума Закавказской краевой контрольной комиссии РКП(б)[7]

Погиб 22 марта 1925 года в авиационной катастрофе около Тифлиса вместе с А. Ф. Мясниковым и С. Г. Могилевским и еще двумя летчиками. На траурном митинге выступил с речью Л. Д. Троцкий.
Похоронен в Тбилиси в саду Коммунаров в братской могиле с погибшими в авикатастрофе.

## Память
- В память об Атарбекове были названы улицы в Москве, Краснодаре, Сочи, Ростове-на-Дону, Астрахани и др.
- Его именем назван микрорайон Атарбеково в Сочи.
- Сторожевой корабль Каспийской военной флотилии.
- В 1993 году улицу Атарбекова в Пятигорске переименовали в Широкую.